# Квіткомох Юратцки
Квіткомох Юратцки (Anthelia juratzkana) — вид печіночників порядку юнгерманіальних (Jungermanniales).

## Поширення
Батьківщиною є Європа, Азія, Нова Зеландія, Північна Америка, антарктичні острови.
Це характерний вид альпійських снігових долин. В Альпах він досить поширений у відповідних місцях на висоті ≈ 2000 метрів. У всьому світі він має аркто-альпійське та субполярне поширення.

## Характеристика
Дуже маленькі рослини вкриті восковим шаром і мають довжину всього кілька міліметрів. Бокові листки, а також нижні листки розділені більш ніж наполовину на дві ланцетні частки. Клітини листя від округло-квадратної до прямокутної форми, тонкостінні. Вид однодомний. Спорова коробочка куляста. Виводкові тіла не відомі.